# Лісна Поляна (Кваркенський район)
Лісна́ Поля́на (рос. Лесная Поляна) — селище у складі Кваркенського району Оренбурзької області, Росія.

## Населення
Населення — 137 осіб (2010; 202 у 2002).
Національний склад (станом на 2002 рік):
- росіяни — 49 %
- казахи — 32 %